# بارگیری بال

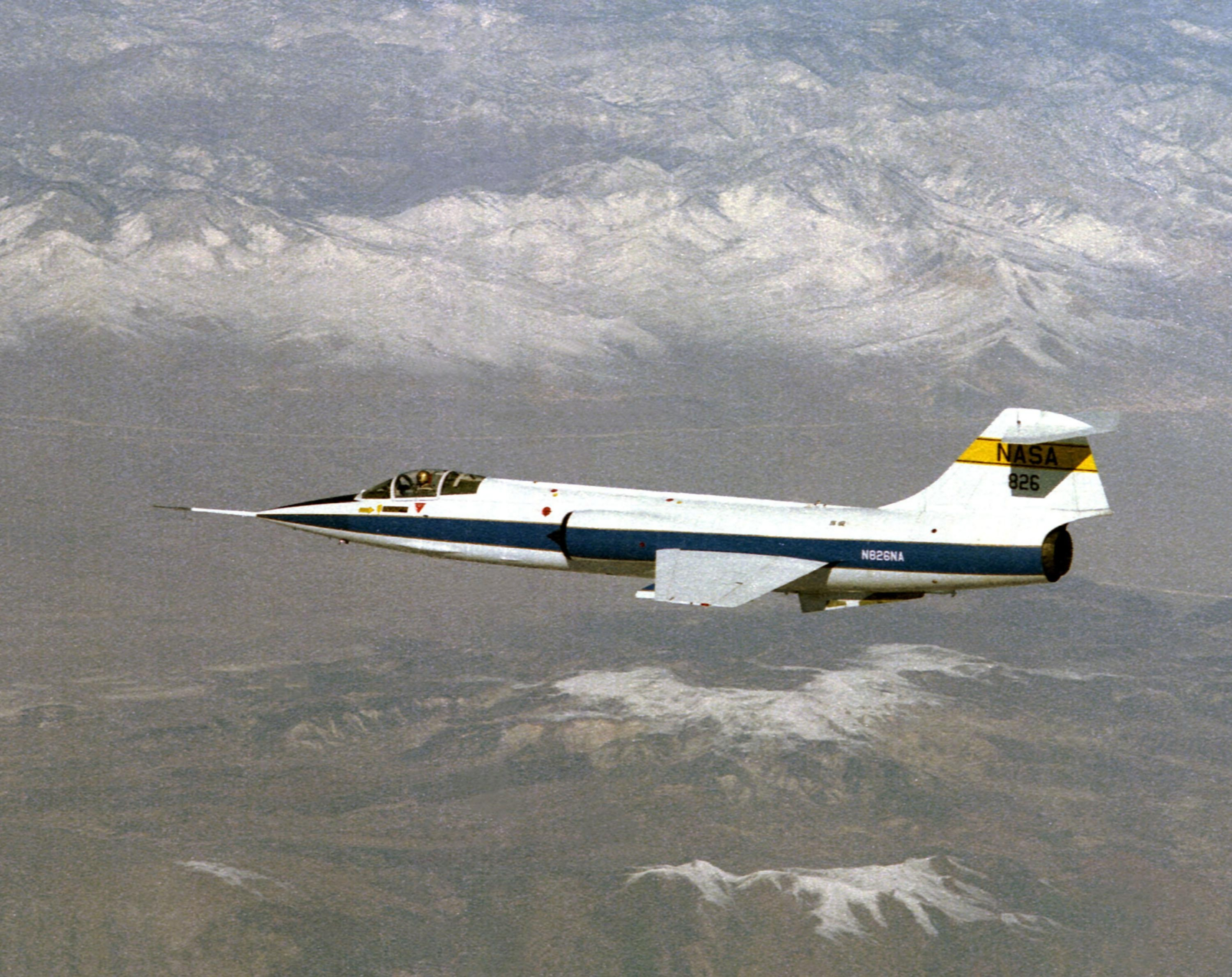
یک بال با بارگیری بسیار بالا، جنگنده رهگیر اف-۱۰۴ استارفایتر.

توزیع نیروی برآ

بارگیری بال (به انگلیسی: Wing loading) در آیرودینامیک به نسبت وزن کل هواپیما به مساحت بال‌های آن اشاره دارد. این پارامتر یکی از مؤلفه‌های کلیدی در طراحی و عملکرد هواپیماها به‌شمار می‌آید و تأثیرات زیادی بر ویژگی‌های پروازی و کارایی آن‌ها دارد. در اینجا به تحلیل دقیق‌تر بارگیری بال و تأثیرات آن بر عملکرد هواپیما می‌پردازیم.
بارگیری بال (Wing Loading) به نسبت وزن کل هواپیما به مساحت بال‌های آن تعریف می‌شود و به‌طور معمول با واحد پوند بر فوت مربع (lb/ft²) یا کیلوگرم بر متر مربع (kg/m²) اندازه‌گیری می‌شود. فرمول بارگیری بال به صورت زیر است:

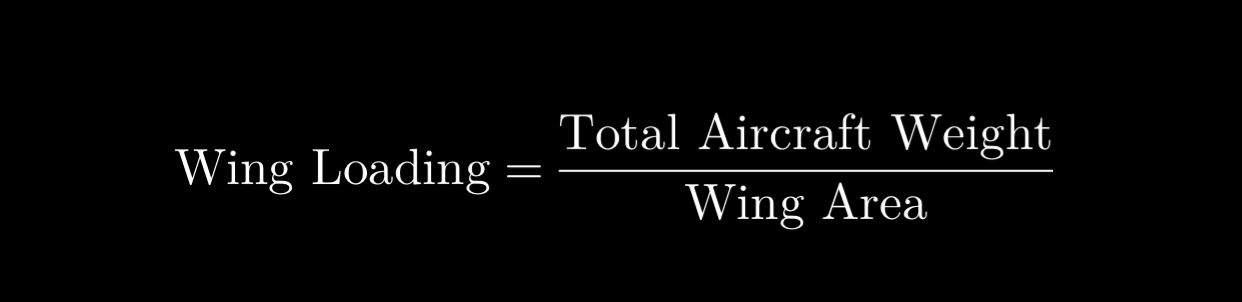
این تصویر فرمول بارگیری بال را نشان می‌دهد. بارگیری بال به صورت نسبت وزن کل هواپیمابه سطح بال آن تعریف می‌شود

این پارامتر به‌طور مستقیم بر روی ویژگی‌های پروازی هواپیما از جمله قدرت مانور، سرعت، و ثبات تأثیر می‌گذارد.

## تأثیرات بارگیری بال بر عملکرد هواپیما

### قدرت مانور و سرعت پروازی
بارگیری بال بالا به این معنی است که هر واحد از مساحت بال‌ها وزن بیشتری را تحمل می‌کند. این وضعیت معمولاً با نیاز به سرعت بالاتر برای تولید نیروی برآی کافی همراه است. به عبارت دیگر، با افزایش بارگیری بال، هواپیما نیاز به سرعت بیشتری دارد تا بتواند نیروی برآی مورد نیاز برای پرواز افقی را تولید کند. این موضوع به ویژه در پروازهای با سرعت بالا یا در هواپیماهای جنگی که نیاز به سرعت و مانور بالا دارند، اهمیت پیدا می‌کند.

### ثبات و رفتار پروازی
هواپیماهایی با بارگیری بال بالاتر معمولاً ثبات کمتری دارند و به تغییرات محیطی حساس‌تر هستند. این به دلیل این است که با افزایش بارگیری بال، توانایی بال‌ها برای ایجاد نیروی برآی در شرایط مختلف کاهش می‌یابد و ممکن است تغییرات در سرعت یا زاویه حمله تأثیرات بیشتری بر روی عملکرد پروازی داشته باشد.

### ویژگی‌هایفرودوبرخاست
بارگیری بال پایین‌تر معمولاً به معنای نیاز به طول کمتری برای برخاست و فرود است. این به این دلیل است که با بارگیری بال کمتر، هواپیما قادر است نیروی برآی کافی را با سرعت‌های پایین‌تر تولید کند، بنابراین به طول کمتری برای برخاست و فرود نیاز دارد. این ویژگی در طراحی هواپیماهای تجاری و نظامی که در فرودگاه‌های با باندهای کوتاه‌تر عمل می‌کنند، بسیار حائز اهمیت است.

### مصرفسوختو بهره‌وری
در هواپیماهای تجاری، بارگیری بال معمولاً بهینه‌سازی می‌شود تا مصرف سوخت و هزینه‌های عملیاتی کاهش یابد. با کاهش بارگیری بال، هواپیما قادر است با سرعت‌های پایین‌تر و مصرف سوخت کمتر پرواز کند. این موضوع به‌طور مستقیم بر روی هزینه‌های عملیاتی و بهره‌وری هواپیما تأثیر می‌گذارد.

### نمونه‌های عملی بارگیری بال
برای درک بهتر تأثیرات بارگیری بال، می‌توان به نمونه‌های مختلف هواپیماها اشاره کرد:

### هواپیماهای مسافربری
هواپیماهای تجاری معمولاً دارای بارگیری بال پایین‌تری هستند تا بتوانند در شرایط مختلف پروازی با کارایی بهینه عمل کنند. این امر به کاهش هزینه‌های سوخت و بهبود ویژگی‌های فرود و برخاست کمک می‌کند.

### هواپیماهای جنگی
هواپیماهای نظامی و جنگی معمولاً بارگیری بال بالاتری دارند تا قادر به دستیابی به سرعت‌های بالاتر و قدرت مانور بیشتری باشند. این ویژگی‌ها برای انجام عملیات‌های جنگی و تاکتیکی ضروری است.
بارگیری بال یکی از پارامترهای اساسی در طراحی و عملکرد هواپیماها است که تأثیرات زیادی بر ویژگی‌های پروازی و کارایی آن‌ها دارد. این پارامتر نه تنها بر سرعت و قدرت مانور هواپیما تأثیر می‌گذارد بلکه بر ثبات، ویژگی‌های فرود و برخاست، و همچنین مصرف سوخت و هزینه‌های عملیاتی نیز تأثیرگذار است. در نهایت، درک و مدیریت صحیح بارگیری بال به طراحان و مهندسان هواپیما کمک می‌کند تا ویژگی‌های مطلوب پروازی را برای انواع مختلف هواپیماها بهینه کنند.